# Луиђи Алеманди
Луиђи Алеманди (итал. Luigi Allemandi; Сан Дамијано Макра, 8. новембар 1903. — Пјетра Лигуре, 25. септембар 1978) био је италијански фудбалер и репрезентативац. Играо је у одбрани. 
Играо је за Линањо (1921—1925). Прелази у Јувентус, где игра (1925—1927) и са којим 1926. осваја првенство Италије, а са екипом Амбросиане-Интер (1928—1935) постаје првак Италије 1930. Спортску каријеру наставља играјући за Рому (1935—1937), Венецију (1937—1938) и Лацио (1938—1939).
Доживотно је био дисквалификован 1927. због наводног лажирања, али је казна, услед недостатка доказа, укинута осам месеци касније.
Стандардни је репрезентативац Италије од (1925—1936). За национални тим одиграо је 24 утакмице. Девет пута је био капитен екипе. На Светском првенству 1934 у Италији које је освојила репрезентатиција Италије, био је стартер на свих пет утакмица без замене.